# فلاديمير أرزاماسكوف
فلاديمير أرزاماسكوف (بالروسية: Арзамасков, Владимир Иванович) مواليد 7 أبريل 1951، كان لاعب كرة سلة روسي. بدأ مسيرته الاحترافية في سنة 1969. بلغ طوله 6 قدم 2.8 بوصة (1.9 م). مثّل منتخب بلاده. شارك في دورة الألعاب الأولمبية الصيفية سنة 1976. حقق المركز الثاني في بطولة أمم أوروبا لكرة السلة 1977. اعتزل اللعب في 1981.

## الميداليات
| الميدالية | المسابقة                         |
| --------- | -------------------------------- |
| برونزية   | الألعاب الأولمبية الصيفية 1976   |
| فضية      | بطولة أمم أوروبا لكرة السلة 1977 |

## روابط خارجية
- فلاديمير أرزاماسكوف على موقع الاتحاد الدولي لكرة السلة (الإنجليزية)
- فلاديمير أرزاماسكوف على موقع سبورتس رفرنس (الإنجليزية)
- فلاديمير أرزاماسكوف على موقع أوليمبيديا (الإنجليزية)